# Mitchell Carson
Mitchell "Mitch" Carson è un personaggio dei fumetti creato da Robert Kirkman (testi) e Andy Khun (disegni), pubblicato dalla Marvel Comics. La sua prima apparizione avviene in Marvel Team Up (vol. 3) n. 21 (agosto 2006).
Ex-agente S.H.I.E.L.D. destinato alla tuta di Ant-Man rubata da Eric O'Grady, Mitch Carson diviene ossessionato dal catturare il colpevole e rimpossessarsene, cosa che lo porta a fare emergere il proprio passato da pluriomicida divenendo un supercriminale.

## Biografia del personaggio

### Primi anni
Mitchell Carson, a quindici anni, si è reso colpevole dell'omicidio di suo padre, del fidanzato di sua sorella e di varie altre persone ma è sempre riuscito a coprire qualsiasi prova lo collegasse a tali crimini sviluppando una crescente passione per l'omicidio e diventando, in seguito, un agente di sicurezza dello S.H.I.E.L.D. dal livello tanto elevato da venir messo a capo della squadra assegnata a scortare in cella Iron Maniac dopo la sua cattura.

### Ant-Man
Tempo dopo, Carson viene coinvolto nel progetto del terzo Ant-Man in quanto selezionato per indossare la nuova armatura costruita per lo S.H.I.E.L.D. da Hank Pym. Per guadagnarsi la sua attenzione, Mitch assegna ai suoi compagni Eric O'Grady e Chris McCarthy l'incarico di sorvegliare e proteggere da eventuali minacce il creatore della tuta ma, durante un attacco dell'HYDRA all'elivelivolo dello S.H.I.E.L.D., Chris testa l'armatura su sé stesso, rimane intrappolato al suo interno e muore, motivo per cui O'Grady si appropria dell'armatura.
Determinato a ritrovare l'armatura e catturare chiunque l'abbia rubata, Mitch decide di investigare sul nuovo supereroe e, in seguito ad uno scontro con lui, pur rimanendo orribilmente sfigurato alla metà sinistra del volto, riesce a scoprirne la sua identità segreta. In preda alla rabbia, Carson si appropria di una versione precedente della tuta di Ant-Man e affronta O'Grady ad armi pari riuscendo a sconfiggerlo e a recuperare la tuta ma, in seguito, anziché consegnare l'ex-compagno alla giustizia, lo imprigiona in uno stanzino per torturarlo, rivelandogli nel frattempo dei crimini commessi in gioventù.
Prima che Carson riesca a uccidere O'Grady tuttavia, sopraggiunge Iron Man, che lo arresta per tentato omicidio e per il furto dell'armatura di Ant-Man, di cui O'Grady gli addossa la colpa.

## Poteri e abilità
Carson è un agente finemente addestrato nello spionaggio, nel combattimento corpo a corpo e nell'uso delle armi da fuoco, sebbene dimostri anche una notevole competenza nell'uso degli esplosivi.

## Altri media
- Mitchell Carson compare come antagonista secondario nel film del Marvel Cinematic Universe Ant-Man (2015),[14][15] interpretato da Martin Donovan. In tale versione è l'ex-capo della sicurezza dello S.H.I.E.L.D., corrotto e segretamente membro dell'HYDRA, interessato da decenni alle Particelle Pym, tenta di acquistare il Calabrone da Darren Cross. Fallita la trattativa, riesce a fuggire con un campione del siero rimpicciolente di Cross.